# Брачные мозоли

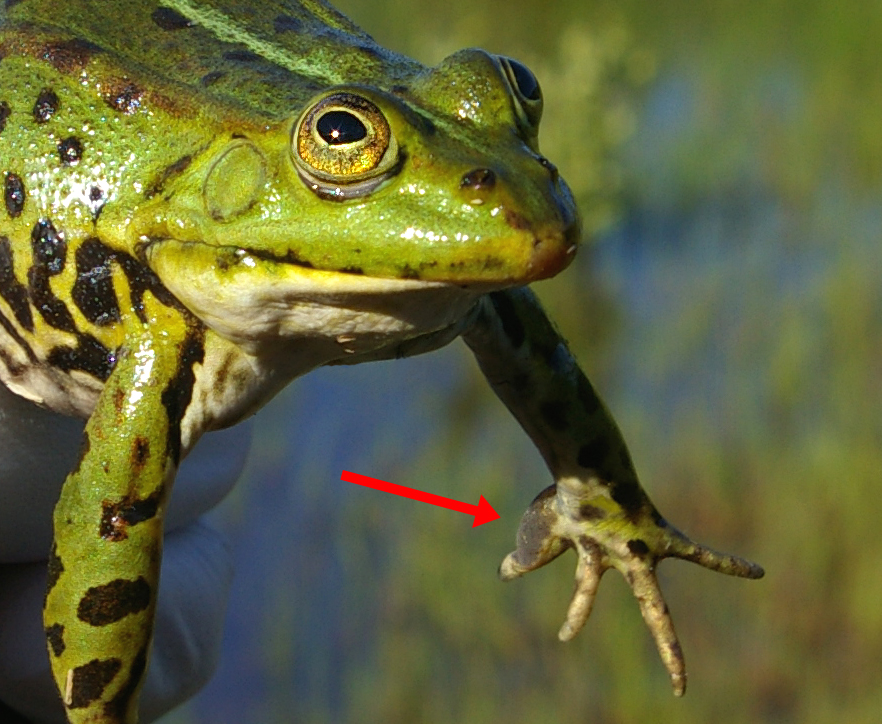
Брачная мозоль съедобной лягушки

Брачные мозоли — вторичный половой признак половозрелых самцов некоторых видов лягушек и саламандр. Являются проявлением полового диморфизма. Особенно заметны в брачный период.
Формируются под воздействием андрогенов в виде эпителиальной опухоли, иногда роговых шишек или шипов. В зависимости от вида проявляются на пальцах (от одного до трех), внутренних сторонах лап (жабы) или груди (крестовки). Реже на брюшной полости или нижней челюсти. Предназначены помогать самцам удерживать самок во время амплексуса. Также используются самцами некоторых видов во время сражений.
Из немногих хвостатых земноводных брачные мозоли присутствуют на передних и задних конечностях горных тритонов, иглистых тритонов и американских тритонов родов Notophthalmus и Taricha.